# Ciudad Ojeda

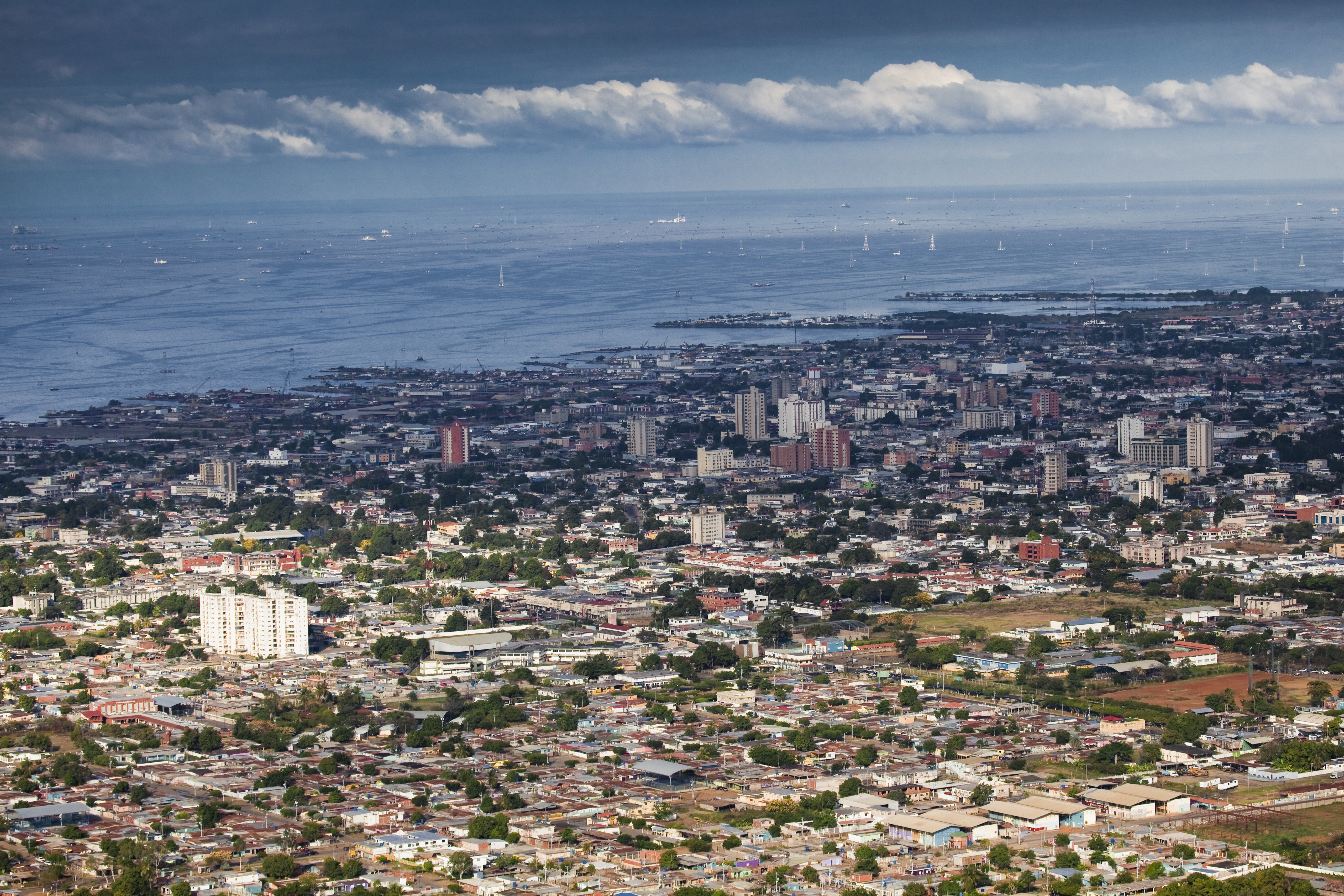
Panoramavy av Ciudad Ojeda mot Maracaibosjön

Ciudad Ojeda är en stad i västra Venezuela, belägen vid kusten mot Maracaibosjön. Den är den tredje största staden i delstaten Zulia och har 157 401 invånare (2007), med totalt 212 025 invånare (2007) i hela kommunen på en yta av 927 km². Staden består av två socknar, parroquias, med ytterligare tre socknar i resterande del av kommunen. Kommunens officiella namn är Lagunillas.